# Julius Lessing
Julius Lessing (20 settembre 1843 – 14 marzo 1908) è stato uno storico dell'arte tedesco e il primo direttore del Berliner Kunstgewerbemuseum (Museo delle arti decorative di Berlino).

## Biografia
Lessing frequentò l'università a Berlino e a Bonn, dopo di che insegnò storia delle arti decorative a Berlino. Nel 1872 fu responsabile di una grande esposizione di arte decorativa a Berlino, che presentava oggetti della collezione reale nonché pezzi di proprietà di privati, sotto il patrocinio del principe ereditario Federico. Il successo di questa esposizione condusse alla fondazione del Museo delle arti decorative di Berlino, che Lessing diresse fino alla sua morte nel 1908.
Nel 1894 pubblicò il suo articolo Neue Wege (Nuove strade) nella rivista Kunstgewerbeblatt, lodando i nuovi materiali in architettura.
Fu sepolto nel Cimitero ebraico nella Friedhof Schönhauser Allee. Era il nonno della fotografa Marianne Breslauer.

## Opere selezionate
- Das Kunstgewerbe auf der Wiener Weltausstellung, E. Wasmuth, Berlino, 1874
- Altorientalische Teppichmuster: Nach Bildern und Originalen des XV. - XVI. Jahrhunderts, Berlino, 1877 (ripubblicaro: Wasmuth, 1926)
- Berichte von der Pariser Weltausstellung 1878, E. Wasmuth, Berlino, 1878
- Die Silberarbeiten von Antonius Eisenhoit aus Warburg; Lichtdruck von Albert Frisch, Berlino, 1879
- Vorbilder-Hefte aus dem Kgl. Kunstgewerbemuseum, Wasmuth, Berlino, 1888–1905